# HMS Antelope (H36)
Pour les autres navires du même nom, voir HMS Antelope.
Le HMS Antelope (H36) est un destroyer de classe A lancé pour la Royal Navy en 1929. Durant la Seconde Guerre mondiale, il participe notamment à la bataille de Dakar et à l'opération Torch, durant laquelle il coule trois sous-marins ennemis.

## Histoire
En janvier 1940, il escorte le convoi HX 14. En mars 1940, il escorte les convois HX 25 et HX 28. En septembre 1941, il participe à l'escorte du convoi PQ 1.